# Austropallene brachyura
Austropallene brachyura is een zeespin uit de familie Callipallenidae. De soort behoort tot het geslacht Austropallene. Austropallene brachyura werd in 1911 voor het eerst wetenschappelijk beschreven door Bouvier. 